# Great Expectations (film 1999)
Great Expectations è un film TV del 1999, diretto da Julian Jarrold. Il film risulta essere inedito in italiano. La sceneggiatura è tratta dall'omonimo romanzo di Charles Dickens, conosciuto in italiano come Grandi speranze.

## Trama
Pip vede nell'incontro con la signorina Havisham e la sua nipote Estella la possibilità di cambiare il suo futuro. Di origini modeste, è destinato a diventare maniscalco, ma aspira alla vita agiata dei gentiluomini che ritiene di poter raggiungere frequentando le due donne.